# Digitek
Digitek, il cui vero nome è Jonathan Bryant, è un personaggio dei fumetti, creato da John Tomlinson, Andy Lanning (testi) e Dermot Power (disegni), pubblicato dalla Marvel UK, sezione britannica della Marvel Comics. È apparso la prima volta in Digitek n. 1 (dicembre 1992).
Da allora è apparso pochissime volte ed esclusivamente nell'edizione inglese.

## Biografia del personaggio
La storia di Digitek ha inizio alla Mys-Tech. La Kether Troop, un gruppo di mercenari della Mys-tech con il compito di recuperare una tecnologia aliena da un'altra dimensione, riescono ad accaparrarsi un prodotto chiamato Protosilicone e lo installato su un oggetto chiamato Jump 61.
Inizia quindi l'analisi del materiale sconosciuto, e Jonathan Bryant è assegnato al progetto in qualità di capo ricercatore.
Durante le ricerche, il suo supervisore, Mr. Grant, riesce a sabotare l'esperimento, e causa una anomalia che coinvolge Bryant, e di conseguenza nacque Digitek.
Ebbe il suo primo scontro con Bacillicon, scontro durante il quale venne aiutato dal cyborg eroe Deathlok.
Non è più riapparso su alcuna testata per 14 anni.

### Civil War
Durante la guerra civile, Digitek si oppone all'atto di registrazione.
Viene catturato dalla S.H.I.E.L.D. e rinchiuso nel carcere della zona negativa.
Tramite le parole del Tipografo si viene a sapere che Digitek si è suicidato trasformando il suo braccio in un fucile e sparandosi alla testa. Tuttavia lo S.H.I.E.L.D. sapendo che Digitek è un individuo composto di pura energia sospetta ben presto che il vigilante abbia solo simulato la propria uccisione, arrecandosi un danno sufficiente per apparire morto ma non per danneggiare la sua CPU e quindi fuggire una volta condotto fuori dal penitenziario.

### Reclutamento nell'MI-13
Tempo dopo Digitek -ultimata la missione di raccolta informazioni negli USA- viene inserito nei ranghi dell'MI-13, autorità governativa britannica che sovrintende l'operato di tutti i supereroi del Regno Unito. Assieme a Spitfire, Dark Angel, Tangerine e al secondo Death's Head, interviene per aiutare Capitan Bretagna ad abbattere l'esercito di Dracula.

## Poteri e abilità
Può assorbire l'energia che lo circonda per aumentare le sue capacità e la sua forza, può crearsi una armatura, può rigenerarsi e possiede poteri pre-cognitivi.

Tramite il processo da lui chiamato "Digitating" può trasformare qualsiasi parte del suo corpo in un'arma o trasformarsi in un qualsiasi veicolo.
Può anche viaggiare tramite le linee telefoniche.

Come una qualsiasi unità informatica possiede una CPU, che rappresenta il suo cuore e il suo punto debole.